# Lasiodora
Genre
Lasiodora est un genre d'araignées mygalomorphes de la famille des Theraphosidae.

## Distribution
Les espèces de ce genre sont endémiques du Brésil.

## Liste des espèces
Selon World Spider Catalog (version 25.0, 26/02/2024) :
- Lasiodora benedeni Bertkau, 1880
- Lasiodora camurujipe Bertani, 2023
- Lasiodora franciscana Bertani, 2023
- Lasiodora klugi (C. L. Koch, 1841)
- Lasiodora parahybana Mello-Leitão, 1917
- Lasiodora sertaneja Bertani, 2023
- Lasiodora subcanens Mello-Leitão, 1921

## Systématique et taxinomie
Ce genre a été décrit par C. L. Koch en 1850.

## Publication originale
- C. L. Koch, 1850 : Übersicht des Arachnidensystems. Nürnberg, vol. 5, p. 1-77 (texte intégral).